# Bull Nakano
Pour les articles homonymes, voir Nakano (homonymie).
Keiko Aoki (青木 恵子, Aoki Keiko) née Keiko Nakano (恵子中野, Nakano Keiko), née le 8 janvier 1968 à Kawaguchi au Japon, est une ancienne catcheuse japonaise, reconvertie par la suite en golfeuse professionnelle, qui évoluait sous sous le nom de scène de Bull Nakano (ブル中野, Buru Nakano). Elle est principalement connue pour son travail de catcheuse à la All Japan Women's Pro-Wrestling (AJW).
Formée au dojo de l'AJW en 1983, elle fait ses débuts la même année sous son véritable nom avant de prendre le nom de ring de Bull Nakano. Rapidement, elle intègre le clan Gokuaku Domei de Dump Matsumoto (en), l'une des principales « méchantes » de cette fédération. Elle remporte avec Matsumoto le championnat du monde par équipes de la World Women's Wrestling Association (WWWA). Durant cette période, elle est championne de l'AJW une fois et a le règne le plus long en gardant cette ceinture pendant plus de deux ans et demi.
Après la retraite de Matsumoto en 1988, elle devient la leader de Gokuaku Domei qu'elle renomme Gokumon-To. Au début des années 1990, elle s'affirme comme étant la star de l'AJW et elle remporte une fois le championnat du monde de la WWWA. De 1992 à 1993, elle fait deux passages au Mexique au Consejo Mundial de Lucha Libre où elle est la première championne du monde féminine. Un an plus tard, elle rejoint la World Wrestling Federation (WWF) où elle est la principale rivale d'Alundra Blayze et elle remporte une fois le championnat du monde féminin de la WWF. Elle va ensuite à la World Championship Wrestling avant d'arrêter sa carrière à la suite d'une blessure aux genou.
Elle s'essaie alors au golf aux États-Unis dans le circuit Duramed Futures Tour à la fin des années 1990 puis au Japon sans grand succès. Elle retourne sur les rings de catch en 2012 pour mettre officiellement un terme à sa carrière de catcheuse.
Elle est membre des Hall of Fame de l'AJW (promotion 1998), du Wrestling Observer  Newsletter (promotion 2001) et de celui de la WWE en 2024.

## Jeunesse
Keiko Nakano grandit à Kawaguchi et devient fan de catch à 11 ans après avoir vu un combat d'Antonio Inoki à la télévision,. Elle arrête ses études après le lycée.

## Carrière de catcheuse

### All Japan Women's Pro-Wrestling(1983-1994)

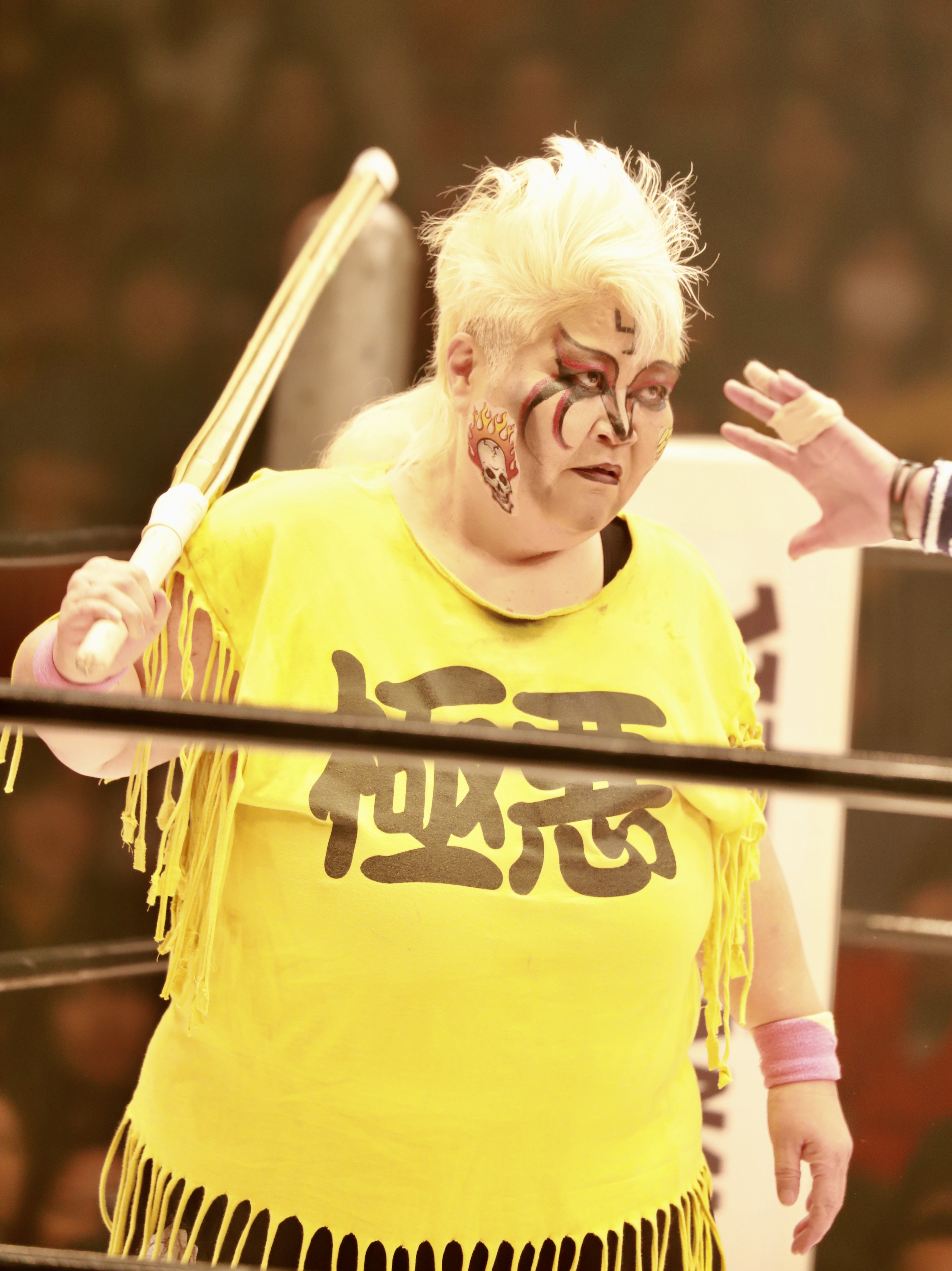
(ici en 2019) a été la « mentor » de Nakano.

Nakano commence par aider la All Japan Women's Pro-Wrestling (AJW) en aidant à mettre en place le ring ou en vendant des brochures en 1981. Elle intègre le dojo de l'AJW deux ans plus tard,. Elle y fait ses débuts en septembre de la même année. Le 13 septembre 1984, elle remporte le championnat junior de l'AJW (en) en battant Yumi Ogura. Elle rend ce titre vacant en janvier 1985,.
Au début de l'année 1985, elle devient une des membres du clan Gokuaku Domei dont Dump Matsumoto (en) est la leader. C'est aussi à cette époque qu'elle adopte le nom de ring de Bull Nakano. Ce changement de nom de ring s'accompagne aussi par un relooking puisqu'elle commence à avoir une crête iroquoise. En avril 1985, Crane Yu, la coéquipière de Matsumoto, est exclu du clan puis forcée à prendre sa retraite,. Cela permet à Nakano de devenir la nouvelle coéquipière de la leader de Gokuaku Domei. Elles participent au tournoi Tag League The Best et terminent deuxième de la phase de groupe ex aequo avec Itsuki Yamazaki (en) et Noriyo Tateno (en). Les deux équipes s'affrontent dans une demi-finale dont Nakano et Matsumoto sortent vainqueures. En finale le 10 octobre, elles battent Chigusa Nagayo (en) et Lioness Asuka (en). Dans le même temps, elle remporte le championnat de l'AJW le 25 juillet après sa victoire sur Mika Komatsu en finale d'un tournoi, elle va garder ce titre pendant un peu plus de deux ans et demi.
Le 23 août 1986, elles remportent le championnat du monde par équipes de la World Women's Wrestling Association (WWWA) alors vacant en battant Chigusa Nagayo et Kazue Nagahori (en). Elles gardent ce titre jusqu'au début de l'année 1987 avant de le rendre vacant,. Nakano fait alors équipe avec Condor Saito (ja) et elles deviennent championnes du monde par équipes de la WWWA le 20 octobre en battant Kazue Nagahori (en) et Yumi Ogura.
En 1988, Dump Matsumoto (en) prend sa retraite avec d'autres catcheuses de Gokuaku Domei. Nakano reprend la suite de sa mentorcomme leader et Aja Kong, Bison Kimura (ja) et Grizzly Iwamoto (ja) intègrent le clan. Elle ajoute à son palmarès un titre de championne All Pacific le 18 juin 1989 après sa victoire sur Mitsuko Nishiwaki. Son règne prend fin le 13 novembre après sa défaite face à Noriyo Tateno.
La carrière de Bull Nakano prend une tout autre dimension lorsqu'elle conquiert le titre individuel de la WWWA le 4 janvier 1990 après sa victoire sur Mitsuko Nishiwaki,. Aja Kong devient un de ses premières adversaires et Nakano dans un match en cage le 14 novembre durant Wrestlemarinepiad. Ce combat assez violent se conclue par la sortie de Nakano de la cage après avoir mis K.O. son adversaire en effectuant une Guillotine Leg Drop ce qui a l'époque marque le public et les journalistes,. Le Wrestling Observer Newsletter 4,25 étoiles sur 5.
Le 4 janvier 1991, Nakano conserve son titre face à Akira Hokuto. Cet affrontement reçoit à l'époque la note de cinq étoiles par le Wrestling Observer Newsletter, une première pour un combat de catch féminin. Une semaine plus tard, elle fait équipe avec Kyoko Inoue (en) et elles battent Bison Kimura (ja) et Aja Kong dans un Hair vs. Hair match. Après cela, une rivalité avec Monster Ripper commence où Nakano conserve son titre de championne du monde de la WWWA à deux reprises : d'abord le 29 avril puis le 21 novembre cette fois ci dans un match en cage,.
En 1992, elle reprend sa rivalité avec Aja Kong puisqu'elles s'affrontent le 25 avril à Wrestlemarinepiad dans un match pour le championnat du monde de la WWWA que Nakano conserve. Durant l'été, ces deux catcheuses se retrouvent à faire équipe en dépit de leur rivalité durant le tournoi par équipe de Fuji TV. Elles se hissent en finale où elles éliminent Akira Hokuto et Toshiyo Yamada (en) le 15 août. La rivalité entre Nakano et Kong prend fin le 26 novembre où cette dernière bat Nakano dans un match pour le championnat du monde de la WWWA.

### Consejo Mundial de Lucha Libre(1992-1993)
Bull Nakano fait un premier passage au Consejo Mundial de Lucha Libre (CMLL) en juin 1992. Durant son passage, le CMLL souhaite désigner la première  championne du monde féminine de cette fédération. Le 5 juin, elle participe à un Torneo Cibernetico où elle fait partie des deux dernières catcheuses avec Lola González (en). Une semaine plus tard, Nakano et González s'affrontent dans un match au meilleur des trois tombés pour désigner la première championne remporté par Nakano. Elle quitte le Mexique une semaine plus tard.
Elle retourne au CMLL en février 1993 et perd son titre le 21 mars face à Xóchitl Hamada,.

## Carrière de golfeuse
Keiko Nakano commence une carrière de golfeuse en 1998,. Elle participe alors aux tournois du circuit Duramed Futures Tour, la deuxième division du circuit Ladies Professional Golf Association. Le 5 novembre 2004, elle participe au tournoi de qualification pour le circuit Duramed Futures Tour où elle termine avant dernière à 42 coups au dessus du par. L'année suivante elle termine 261e sur 271 participantes au même tournoi.

## Vie privée
Le 14 février 2010, elle épouse le kickboxeur et pratiquant de muay-thaï Daisuke Aoki.

## Palmarès

### Championnats et tournois
- All Japan Women's Pro-Wrestling (AJW)
  - 1 fois championne de l'AJW[9]
  - 1 fois championne junior de l'AJW[31]
  - 1 fois championne All Pacific[11]
  - 1 fois championne du monde de la World Women's Wrestling Association (WWWA)[32]
  - 3 fois championne du monde par équipes de la WWWA avec Dump Matsumoto (en) puis Condor Saito (ja) et Grizzly Iwamoto (ja)[10]
  - Membre du AJW Hall of Fame (promotion 1998)[33]
  - Tournoi Japan Grand Prix (1988)[34]
  - Tournoi Tag League The Best[8]
- Consejo Mundial de Lucha Libre (CMLL)
  - 1 fois championne du monde féminine du CMLL[35]
- World Wrestling Federation (WWE)
  - 1 fois championne du monde féminine de la WWF[36]
  - Membre du WWE Hall of Fame de 2024

### Matchs à pari
| # | Résultat | Enjeu   | Adversaire (enjeu)            | Date            | Lieu     | Notes                                    |
| - | -------- | ------- | ----------------------------- | --------------- | -------- | ---------------------------------------- |
| 1 | Victoire | Cheveux | Bison Kimura (ja) et Aja Kong | 11 janvier 1991 | Kawasaki | Nakano fait équipe avec Kyoko Inoue (en) |

## Récompenses des magazines
- Wrestling Observer Newsletter
  - Membre du Wrestling Observer Hall of Fame (promotion 2001)[37]

| # | Résultat | Adversaire(s)     | Évènement | Date           | Durée | Lieu                        | Notes                                                               |
| - | -------- | ----------------- | --------- | -------------- | ----- | --------------------------- | ------------------------------------------------------------------- |
| 2 | Victoire | Devil Masami (en) | JWP       | 18 avril 1993  | 37:36 | Korakuen Hall, Tokyo, Japon | Durant un spectacle de la Japanese Women Pro-Wrestling Project (en) |
| 1 | Victoire | Akira Hokuto      | AJW       | 4 janvier 1991 | 19:46 | Korakuen Hall, Tokyo, Japon | Le titre de championne du monde de WWWA de Nakano est en jeu.       |